# Zgornje Jezerce
Zgornje Jezerce (nemško Oberjeserz) je naselje v Občini Vrba na Koroškem v Okraju Beljak-dežela na Koroškem v Avstriji.